# Domahidy Pál
Domahidai Domahidy Pál (1799. március 3. – Domahida, 1873. február 13.) alispán.

## Élete
Domahidy Pál 1799-ben született Szatmár vármegyében. Felesége Maróthy Ludovika (? 1813. - Domahida, 1893. I. 20.)
1848-1849-ben Kossuth Lajos kormánybiztosa, 1867-1872-ig első alispán és egyházmegyei főgondnok, Szatmár vármegye jegyzője, számvevője, 1840-ben főszolgabírája, országgyűlési követe, törvényszéki elnöke, 1840-ben Szatmár vármegye főszolgabírája, 1867-ben első alispánja.
Gyermekei: 
- Piroska (? 1832. - Angyalos,  1899. július 6.),
- István (? 1835. augusztus 1. - Domahida, 1921. szeptember 9.) - főszolgabíró, országgyűlési képviselő
- Etelka (? 1839. - Nagygéc, 1921)
- Sándor (? 1841. - ? 1907) - 1868-1875 között kincstári ügyész, 1875-től 1893-ig királyi közjegyző, az ecsedi-láp lecsapoló társulat alelnöke és a vármegyei gazdasági egyesület elnöke.
- Matild (? 1843. - ?) Házastársa Kende Elemér volt

1848-1849-ben Kossuth Lajos kormánybiztosa, 1867-1872-ig első alispán és egyházmegyei főgondnok, a század alkotmányos korszakaiban Szatmár vármegye jegyzője, számvevője, 1840-ben főszolgabírája, országgyűlési követe, törvényszéki elnöke, Szatmár vm. főszolgabírája (1840), első alispánja (1867)

## Munkái
Beszéde Kölcsey Ferenc képének Szatmármegye termében történt leleplezésekor megjelent a Magyar Ujságban (1867. 131. sz.)